# ジクロロ銅(I)酸
ジクロロ銅(I)酸は、化学式がH[CuCl2]で表される物質である。

## 性質
水溶液中でイオン(H3O++[CuCl2-])としてのみ存在し、固体として得ることはできない。

## 合成
酸化銅(I)などの固体に濃塩酸を作用させると得られる。
{\displaystyle {\ce {Cu2O\ + 4HCl -> 2H[CuCl2]\ + 2H2O}}}
また、塩化銅(I)の固体に濃塩酸を作用させても得られる。
{\displaystyle {\ce {CuCl\ + HCl -> H[CuCl2]}}}
この反応は平衡反応であり、この水溶液を大量の水で薄めると平衡が左に進んで塩化銅(I)が沈殿する。

## 塩
- ジクロロ銅(I)酸ナトリウム
- ジクロロ銅(I)酸カリウム
- ジクロロ銅(I)酸リチウム